# Annona cuspidata
Annona cuspidata este o specie de plante angiosperme din genul Annona, familia Annonaceae. A fost descrisă pentru prima dată de Carl Friedrich Philipp von Martius, și a primit numele actual de la H. Rainer. Conform Catalogue of Life specia Annona cuspidata nu are subspecii cunoscute.